# Ruta 22 (Paraguay)
La Ruta Nacional PY22 es una ruta del Paraguay que conecta la ciudad sampedrana de Santaní con la localidad de San Lázaro. Atraviesa de sur a norte en los departamentos de San Pedro y Concepción, en el noroeste de la Región Oriental. Su extensión es de 424 km.
El tramo entre San Estanislao y Puerto Rosario era conocido anteriormente como "Ruta 10". Con la actualización y recategorización de carreteras del Paraguay, este tramo con la denominación de Ruta Nacional PY22, trasladandose la ruta PY10 a región centro-este de la región oriental.

## Ciudades
Las ciudades y pueblos de más de 1.000 habitantes por los que pasa esta ruta de sur a norte son:
| Kilómetro | Localidad                 | Departamento | Empalme |
| --------- | ------------------------- | ------------ | ------- |
| 0         | San Estanislao            | San Pedro    | PY03    |
| 37        | Itacurubí del Rosario     | San Pedro    |         |
| 50        | General Elizardo Aquino   | San Pedro    |         |
| 71        | Villa del Rosario         | San Pedro    |         |
| 123       | San Pablo                 | San Pedro    |         |
| 142       | San Pedro del Ycuamandiyu | San Pedro    | PY11    |
| 222       | Belén                     | Concepción   |         |
| 241       | Concepción                | Concepción   | PY05    |
| 263       | Loreto                    | Concepción   |         |
| 424       | San Lázaro                | Concepción   |         |

## Largo
| Departamento | km  |  |  |
|              |     |  |  |
| San Pedro    | 224 |  |  |
| Concepción   | 200 |  |  |
|              |     |  |  |
| Total        | 424 |  |  |

| Paraguay | Rutas Nacionales de Paraguay (recategorización por el M.O.P.C desde 2019) |  |
| --- | ------------------------------------------------------------------------- |  |
| PY01 - PY02 - PY03 - PY04 - PY05 - PY06 - PY07 - PY08 - PY09 - PY10 - PY11 PY12 - PY13 - PY14 - PY15 - PY16 - PY17 - PY18 - PY19 - PY20 - PY21 - PY22 |                                                                           |  |